# Impact One Night Only (2018)
Impact One Night Only (2018) es una serie de eventos de lucha libre profesional organizados por Impact Wrestling en 2018. A partir de los eventos de 2018 One Night Only, los eventos ahora son exclusivos de Global Wrestling Network, en lugar de estar disponibles a través de pago por visión.

## Collision in Oklahoma
One Night Only: Collision in Oklahoma  fue un evento de pago por visión (PPV) de lucha libre profesional producido por Impact Wrestling, Imperial Wrestling Revolution y Border City Wrestling lanzado exclusivamente en Global Wrestling Network. Algunas de las luchas se grabaron en Shawnee, Oklahoma, en el segundo programa anual When World Collide de IWR, mientras que otros se grabaron en Windsor, Ontario, en el evento anual Excellence de BCW.

#### Resultados
| N.º                       | Resultados                                                                                                | Estipulación                                                      | Tiempo |
| ------------------------- | --- | ----------------------------------------------------------------- | ------ |
| 1                         | Malico venció a Trevor Lee, DJZ y Fuego del Sol                                                           | Four-way match                                                    | 06:03  |
| 2                         | Ohio Versus Everything (Dave Crist y Jake Crist) (c) vencieron a Phil Atlas y Brent Banks                 | Tag Team match para retener el Impact World Tag Team Championship | 07:40  |
| 3                         | Gail Kim venció a Rebel                                                                                   | Singles match                                                     | 09:15  |
| 4                         | The Von Erichs (Marshall Von Erich y Ross Von Erich) (c) vencieron a The Arrow Club (Kid Kash y Ky-ote)   | Tag Team match para retener el IWR Tag Team Championships         | 10:10  |
| 5                         | Allie venció a KC Spinelli                                                                                | Singles match                                                     | 07:05  |
| 6                         | Allie y Rosemary vencieron a KC Spinelli y Sienna                                                         | Tag Team match                                                    | 06:22  |
| 7                         | The Latin American Xchange (Ortiz y Santana) vencieron a The Young Guns (Chandler Hopkins y Cody Dickson) | Tag Team match                                                    | 08:10  |
| 8                         | Hakim Zane y Mark Wheeler vencieron a Jon Bolen y John E. Bravo                                           | Tag Team match                                                    | 08:00  |
| 9                         | Eli Drake (c) venció a Montigo Sika                                                                       | Singles match para retener el Impact Global Championship          | 09:30  |
| 10                        | Alberto El Patrón venció a Lashley                                                                        | No Disqualification match                                         | 18:05  |
| (C) Representa al campeón | |                                                                   |        |

## Canadian Clash
One Night Only: Canadian Clash fue un evento de pago por visión (PPV) de lucha libre profesional producido por Impact Wrestling y que se lanzó exclusivamente en Global Wrestling Network. El evento incluyó luchas grabadas durante el evento annual Excellence de Border City Wrestling, así como BCW Motown Showdown.

#### Resultados
| N.º                       | Resultados | Estipulación                                              | Tiempo |
| ------------------------- | --- | --------------------------------------------------------- | ------ |
| 1                         | Dezmond Xavier y Eddie Edwards vencieron a Ohio Versus Everything (Dave Crist y Jake Crist)                                  | Tag-Team match                                            | 10:38  |
| 2                         | Rosemary venció a KC Spinelli                                                                                                | Singles match                                             | 07:55  |
| 3                         | Petey Williams venció a Gavin Quinn, Hakim Zane y Jimmy Jacobs                                                               | Four-way X Division match                                 | 10:11  |
| 4                         | The Latin American Xchange (Ortiz y Santana) (con Homicide y Konnan) Vencieron a The Cult of Lee (Trevor Lee y Caleb Konley) | Tag-Team match                                            | 07:50  |
| 5                         | Laurel Van Ness venció a Sienna                                                                                              | Singles match                                             | 08:48  |
| 6                         | Lashley venció a El Hijo del Fantasma                                                                                        | Singles match                                             | 09:12  |
| 7                         | Eli Drake (c) venció a A-1                                                                                                   | Singles match para retener el Campeonato Global de Impact | 10:15  |
| 8                         | James Storm venció a Kurt Angle                                                                                              | Singles match (Final Resolution (2011))                   | 17:48  |
| 9                         | Moose venció a Ethan Carter III                                                                                              | Singles match                                             | 09:10  |
| 10                        | Alberto El Patrón venció a James Storm                                                                                       | Singles match                                             | 13:02  |
| (C) Representa al campeón | |                                                           |        |

## March Breakdown
One Night Only: March Breakdown  fue un evento de pago por visión (PPV) de lucha libre profesional producido por Impact Wrestling y Border City Wrestling lanzado exclusivamente en Global Wrestling Network.

#### Resultados
| N.º                       | Resultados                                                                              | Estipulación                                                    | Tiempo |
| ------------------------- | --------------------------------------------------------------------------------------- | --------------------------------------------------------------- | ------ |
| 1                         | El Reverso venció a Idris Abrahamen                                                     | singles match                                                   | 07:29  |
| 2                         | Madison Rayne venció a Gisele Shaw                                                      | singles match                                                   | 06:59  |
| 3                         | Desi Hit Squad (Gursinder Singh y Rohit Raju) vencieron a Sheldon Jean y Stone Rockwell | tag-team match                                                  | 07:50  |
| 4                         | A-1 yAllie vencieron a Braxton Sutter y KC Spinelli                                     | Mixed tag team match                                            | 08:11  |
| 5                         | Matt Sydal (c) venció a Petey Williams y Trevor Lee                                     | Three-way match para retener el Impact X Division Championship  | 10:40  |
| 6                         | Eli Drake venció a Cody Deaner                                                          | singles match                                                   | 10:56  |
| 7                         | Jake Something y Phil Atlas (c) vencieron a Aiden Prince y Brent Banks                  | tag-team match para retener el BCW Can-Am Tag Team Championship | 11:36  |
| 8                         | Joe Doering venció a Moose                                                              | singles match                                                   | 12:42  |
| 9                         | Kongo Kong (con Jimmy Jacobs) y RJ City vencieron a Austin Aries y Alberto El Patrón    | tag-team match                                                  | 14:05  |
| (C) Representa al campeón |                                                                                         |                                                                 |        |

## Cali Combat
One Night Only: Cali Combat  fue un evento de pago por visión (PPV) de lucha libre profesional producido por Impact Wrestling en conjunto con Big Time Wrestling lanzado exclusivamente en Global Wrestling Network.

#### Resultados
| N.º                       | Resultados | Estipulación                                                                                  | Tiempo |
| ------------------------- | --- | --------------------------------------------------------------------------------------------- | ------ |
| 1                         | Luster the Legend venció a Scotty Wringer                                                                                               | singles match                                                                                 | 07:47  |
| 2                         | Trevor Lee venció a Kimo | singles match                                                                                 | 09:46  |
| 3                         | Scott Steiner y Teddy Hart vencieron a Ohio Versus Everything (Dave Crist y Jake Crist)                                                 | tag teammatch] (WrestleCon 2018 match)                                                        | 07:25  |
| 4                         | Katarina Leigh venció a Taya Valkyrie                                                                                                   | singles match                                                                                 | 08:48  |
| 5                         | James Ellsworth venció a Kal Jak | singles match                                                                                 | 06:08  |
| 6                         | The Latin American Xchange (Ortiz y Santana) (c) (con Diamante) vencieron a Killshot y The Mack                                         | tag team match en un para retener los campeonatos en pareja de Impact (WrestleCon 2018 match) | 13:15  |
| 7                         | The Latin American Xchange (Ortiz y Santana) (c) vencieron a The Ballard Brothers (Shane Ballard y Shannon Ballard) (con Missy Carlyle) | tag team match para retener los campeonatos en pareja de Impact                               | 10:51  |
| 8                         | Allie (c) venció a Samara | singles match para retener el campeonato de las knockout de impact                            | 07:32  |
| 9                         | Matt Sydal (c) venció a Eddie Edwards                                                                                                   | singles match para retener el campeonato X division de Impact Wrestling                       | 09:28  |
| 10                        | King Cuerno, Drago y Aerostar vencieron a Andrew Everett, Dezmond Xavier y DJZ                                                          | six man lucha rules tag team match (WrestleCon 2018 match)                                    | 10:14  |
| 11                        | Austin Aries (c) venció a Eli Drake | singles match por elcampeonato mundial de Impact Wrestling                                    | 12:01  |
| (C) Representa al campeón | |                                                                                               |        |

## Zero Fear
One Night Only: Zero Fear fue un evento de pago por visión (PPV) de lucha libre profesional producido por Impact Wrestling en conjunto con Destiny World Wrestling lanzado exclusivamente en Global Wrestling Network.

#### Resultados
| N.º                       | Resultados                                                                                                   | Estipulación                                                         | Tiempo |
| ------------------------- | --- | -------------------------------------------------------------------- | ------ |
| 1                         | Matt Sydal venció a Dezmond Xavier                                                                           | singles match                                                        | 09:18  |
| 2                         | Ace Austin venció a Mr. Atlantis                                                                             | singles match                                                        | 03:52  |
| 3                         | Desi Hit Squad (Gursinder Singh y Rohit Raju) (con Gama Singh) vencieron a Aiden Prince y Dustin Quicksilver | tag team match                                                       | 10:35  |
| 4                         | Madison Rayne venció a KC Spinelli                                                                           | singles match                                                        | 08:14  |
| 5                         | Fallah Bahh y Stone Rockwell vencieron a The Fraternity (Channing Decker y Trent Gibson)                     | tag team match                                                       | 10:17  |
| 6                         | Eddie Edwards venció a Trevor Lee                                                                            | singles match                                                        | 10:53  |
| 7                         | Su Yung (c) venció a Katarina                                                                                | singles match para retener el campeonato de las knockout de impact   | 06:45  |
| 8                         | Sami Callihan venció a Josh Alexander                                                                        | singles match                                                        | 11:52  |
| 9                         | Austin Aries (c) venció a Rich Swann                                                                         | singles match para retener el campeonato mundial de Impact Wrestling | 12:40  |
| 10                        | Pentagón Jr. defeated Eli Drake and Moose                                                                    | triple threat match                                                  | 14:12  |
| (C) Representa al campeón | |                                                                      |        |

## Bad Intentions
One Night Only: Bad Intentions fue un evento de pago por visión (PPV) de lucha libre profesional producido por Impact Wrestling en conjunto con Destiny World Wrestling lanzado exclusivamente en Global Wrestling Network.

#### Resultados
| N.º                       | Resultados                                                                                                 | Estipulación                                                                             | Tiempo |
| ------------------------- | --- | ---------------------------------------------------------------------------------------- | ------ |
| 1                         | Ohio Versus Everything (Dave Crist y Jake Crist) vencieron a Desi Hit Squad (Gursinder Singh y Rohit Raju) | Tag team match                                                                           | 10:33  |
| 2                         | Channing Decker venció a Clayton Gainz                                                                     | Singles match                                                                            | 09:00  |
| 3                         | Phil Atlas (con Pasquale di Papa) venció a Greg Osbourne                                                   | Singles match                                                                            | 08:51  |
| 4                         | Kiera Hogan venció a KC Spinelli                                                                           | Singles match                                                                            | 08:35  |
| 5                         | Aiden Prince venció a Ace Austin y Dustin Quicksilver                                                      | Triple threat match                                                                      | 12:27  |
| 6                         | Stone Rockwell venció a Holden Albright                                                                    | Singles match                                                                            | 09:00  |
| 7                         | Tessa Blanchard (c) venció a Gisele Shaw                                                                   | Singles match para retener el campeonato de las knockout de impact                       | 09:47  |
| 8                         | Michael Elgin venció a Petey Williams                                                                      | Singles match                                                                            | 16:25  |
| 9                         | Josh Alexander venció a Sami Callihan                                                                      | Steel Cage match para determinar el contendiente #1 por el Campeonato Mundial de Destiny | 15:10  |
| (C) Representa al campeón | |                                                                                          |        |

## Night of the Dummies
One Night Only: Night of the Dummies fue un evento de pago por visión (PPV) de lucha libre profesional producido por Impact Wrestling en conjunto con Xcite Wrestling lanzado exclusivamente en Global Wrestling Network.

### Resultados
| N.º                       | Resultados                                                                                                 | Estipulación   | Tiempo |
| ------------------------- | --- | -------------- | ------ |
| 1                         | Jay Freddie venció a Isys Ephex                                                                            | Singles match  | 08:47  |
| 2                         | Fallah Bahh venció a Dick Justice                                                                          | Singles match  | 08:13  |
| 3                         | Slyck Wagner Brown venció a Axel Lennox                                                                    | Singles match  | 08:45  |
| 4                         | Alisha venció a Rebel                                                                                      | Singles match  | 07:32  |
| 5                         | Team Tremendous (Bill Carr y Dan Barry) vencieron a The Heavenly Bodies (Desirable Dustin y Gigolo Justin) | Tag team match | 10:28  |
| 6                         | Santana venció a Homicide                                                                                  | Street Fight   | 05:58  |
| 7                         | Sean Carr venció a Brute VanSlyke (con Father Derek)                                                       | Singles match  | 10:51  |
| 8                         | Moose venció a KM                                                                                          | Singles match  | 14:26  |
| 9                         | Eddie Edwards venció a Eli Drake                                                                           | Singles match  | 24:32  |
| (C) Representa al campeón | |                |        |

## BCW 25th Anniversary
One Night Only: BCW 25th Anniversary fue un evento de pago por visión (PPV) de lucha libre profesional producido por Impact Wrestling en conjunto con Border City Wrestling que será lanzado exclusivamente en Global Wrestling Network.

#### Resultados
| N.º                       | Resultados | Estipulación                                                  | Tiempo |
| ------------------------- | --- | ------------------------------------------------------------- | ------ |
| 1                         | Scarlett Bordeaux y Stone Rockwell vencieron a Eli Drake y KC Spinelli | Tag team match                                                | 05:06  |
| 2                         | Matrox venció a Brad Martin, Conrad Kennedy III, Dustin Quicksilver, Fabio Morocco, Kurt Hendrik, Mr. Atlantis, N8 Mattson, Rico Montana, Sheldon Jean, Trey Miguel y Zachary Wentz | Doug Chevalier Memorial Gauntlet Match                        | 12:51  |
| 3                         | Kiera Hogan venció a Gisele Shaw | Singles match                                                 | 07:48  |
| 4                         | David Arquette y RJ City vencieron a Halal Beefcake (Idris Abraham y Joe Coleman)                                                                                                   | Tag team match                                                | 08:28  |
| 5                         | D-Lo Brown, Robbie McAllister y Tommy Dreamer vencieron a The Syndicate (Johnny Swinger, Jon Bolen y Scott D'Amore)                                                                 | Six-Man Tag Team Match                                        | 13:42  |
| 6                         | Aiden Prince y Brent Banks vencieron a Jake Something y Phil Atlas (c) | Tag team ladder match para ganar el BCW Can-Am Tag Team Title | 16:46  |
| 7                         | Moose venció a Eddie Edwards | Street Fight                                                  | 13:58  |
| 8                         | Cody Deaner venció a Kongo Kong (c), Matt Sydal y Johnny Impact | Four-way match para ganar el BCW Heavyweight championship     | 13:33  |
| (C) Representa al campeón | |                                                               |        |

## Back to Cali
One Night Only: Back to Cali fue un evento de pago por visión (PPV) de lucha libre profesional producido por Impact Wrestling en conjunto con BTW que será lanzado exclusivamente en Global Wrestling Network.

#### Resultados
| N.º                       | Resultados                                                                           | Estipulación                                       | Tiempo |
| ------------------------- | ------------------------------------------------------------------------------------ | -------------------------------------------------- | ------ |
| 1                         | Eddie Edwards venció a Marcus Lewis                                                  | Singles match                                      | 13:49  |
| 2                         | Calder McColl venció a Kaka Meng                                                     | Singles match                                      | 05:11  |
| 3                         | Jules venció a Lisa Lace                                                             | Singles match                                      | 07:25  |
| 4                         | Eli Drake venció a Sledge                                                            | Singles match                                      | 10:28  |
| 5                         | Scotty Wringer venció a Tony Vargas                                                  | Singles match                                      | 05:55  |
| 6                         | Brian Cage & Rich Swann vencieron a Ohio Versus Everything (Dave Crist & Jake Crist) | Tag Team match                                     | 09:41  |
| 7                         | Tessa Blanchard (c) venció a Kiera Hogan                                             | Singles match por el Impact Knockouts Championship | 09.39  |
| 8                         | Johnny Impact (c) venció a Moose                                                     | Singles match por el Impact World Championship     | 23.24  |
| (C) Representa al campeón |                                                                                      |                                                    |        |